# Javorový
Javorový (též Javorový vrch; polsky Jaworowy, německy Ahornberg) je hora nacházející se v Moravskoslezských Beskydech v blízkosti města Třinec v okrese Frýdek-Místek. Jedná se o mohutnou rozsochu vybíhající z hlavního hřebene směrem k severu. Vrchol dosahuje výšky 1032 m. Asi 1,5 km na východ se nachází podvrchol Malý Javorový 948 m. Zde je turistická chata, lyžařské sjezdovky, stanice horské služby, televizní retranslační stanice a velký kovový kříž. Asi 500 metrů od turistické chaty je horní stanice sedačkové lanovky z Oldřichovic. V okolí chaty jsou dostupné vynikající běžecké trasy s celkovou délkou okolo 25 km.
Hlavní vrchol tvoří trojmezí obce Řeka, ležící západně, a třineckých katastrálních území Guty a Tyra, hřeben vedoucí přes vrchol Malý Javorový tvoří hranici mezi třineckými částmi Oldřichovice u Třince (ležící severně) a Tyra (ležící jižně).

## Vodstvo

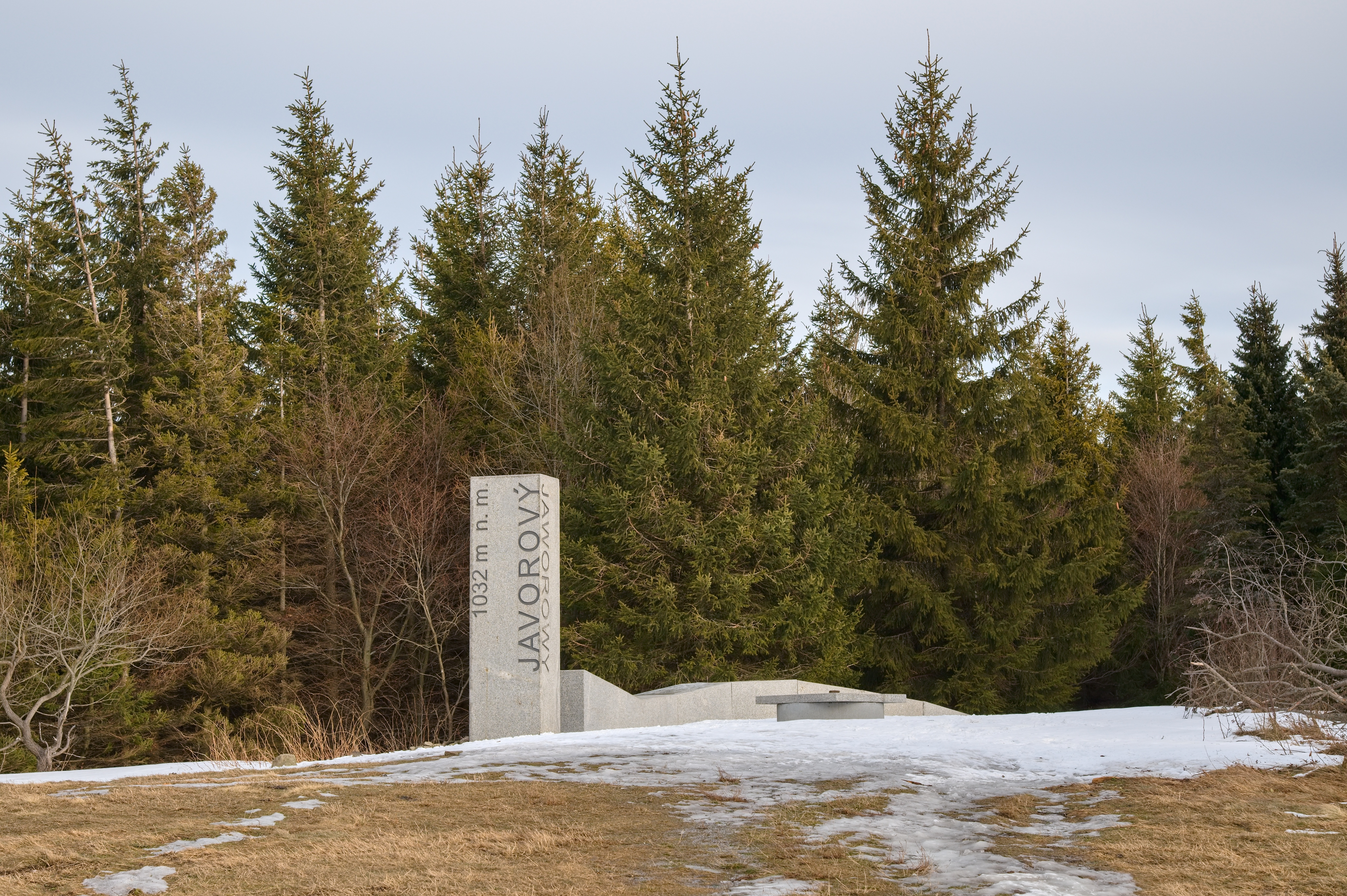
Vrchol Javorového

Jihovýchodní svahy odvodňuje potok Planá dolina, levý přítok Tyrky. Na západě sbírá vody potok Javorová, pravý přítok Ropičanky. Z úbočí severního stéká bezejmenný pravý přítok Gutského potoka. Všechny zmíněné toky, a tedy celý vrch, přísluší do povodí Olše.

## Vegetace

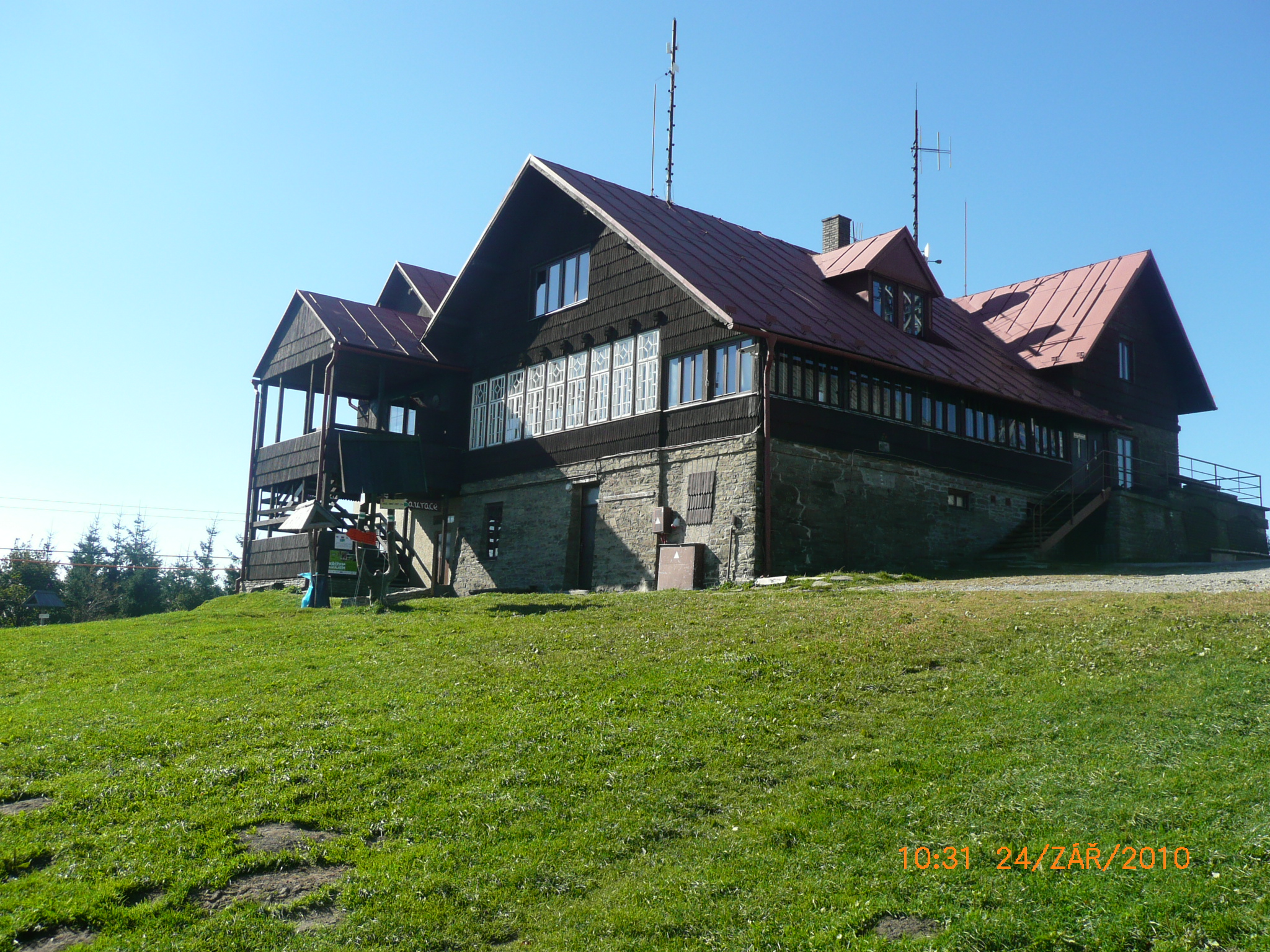
Chata na Malém Javorovém

Vrch Javorový leží v bezprostřední blízkosti města Třince a tudíž inhaluje škodlivé exhalace z Třineckých železáren. V 80. letech byl celý severní svah této dominanty vykácen, jelikož došlo k masivnímu poškození zdejších stromových pater. Nyní[kdy?] se situace zlepšila, průmyslové závody jsou odsířeny a tak čistota ovzduší přispívá k novému růstu stromů. Setkat se tu můžeme zejména se smrky, buky, rovněž je zde hojně zastoupen javor klen.[zdroj?]

## Ochrana přírody
Vrch Javorový se nachází na území Chráněné krajinné oblasti Beskydy. Zhruba 400 metrů vzdušnou čarou severovýchodně od vrcholu Javorového leží přírodní rezervace Gutské peklo.